# Estivaux
Estivaux är en kommun i departementet Corrèze i regionen Nouvelle-Aquitaine i de centrala delarna av Frankrike. Kommunen ligger  i kantonen Vigeois som tillhör arrondissementet Brive-la-Gaillarde. År 2022 hade Estivaux 408 invånare.

## Befolkningsutveckling
Antalet invånare i kommunen Estivaux
Referens:INSEE